# Frida Winnerstrand
Frida Winnerstrand (23 de enero de 1881 - 1 de diciembre de 1943) fue una actriz de nacionalidad sueca, casada desde el año 1906 con el también actor Olof Winnerstrand.

## Biografía
Su verdadero nombre era Karolina Alfrida Kumlin, y nació en Lövsta, Suecia, siendo sus padres Alfred Kumlin y Karolina Kristina Larsson. La actriz debutó en los escenarios en 1896 con la compañía de teatro itinerante de Anna Lundberg, formándose teatralmente en la escuela del Teatro Dramaten en 1900–1901 y con Emil Hillberg en 1901–1902. Al siguiente año hizo una gira con la  compañía de Hjalmar Selander. Fue contratada por Albert Ranft en 1903 para actuar en el Östermalmsteatern, pasó un año en el Svenska teatern de Estocolmo, y actuó en el Vasateatern en 1905–1919. Junto a su esposo, Olof Winnerstrand, fue una de las fuerzas impulsoras del repertorio del Vasayeayern, donde la pareja logró grandes éxitos de público interpretando piezas de George Bernard Shaw, Georges Feydeau y Oscar Wilde.
Desde 1919 hasta su muerte en 1943, Frida Winnerstrand estuvo empleada en el Dramaten, teatro en el cual hizo papeles como el de Lady Chiltern en Un marido ideal (1919, de Oscar Wilde), Lady Bracknell en La importancia de llamarse Ernesto (1923, también de Wilde), Beline en El enfermo imaginario (de Molière), Julia en Swedenhielms (1929, de Hjalmar Bergman), Ingrid en la versión de Alf Sjöberg de Stor-Klas och Lill-Klas (de Gustaf af Geijerstam), Adelaide en Johan Ulfstjerna (1932, de Tor Hedberg), Sra Åvik en  Kvartetten som sprängdes (1935, de Birger Sjöberg), Mamá Essie Miller en Ljuva ungdomstid (1935-36, de Eugene O'Neill), Muriel Weston en En sån dag! (1938, de Dodie Smith), Sra Heyst en  Påsk (1939, de August Strindberg), Madre en Kejsarn av Portugallien (1939, de Selma Lagerlöf) y Emma en Farmor och vår herre (1941, de Hjalmar Bergman). Interpretó su último papel teatral en 1943, el de Clémence, en la obra de Robert Boissy Vår hemliga dröm. En total representó 65 papeles en el Teatro Dramaten.
Debutó en el cine en 1920 actuando en el cortometraje de Pauline Brunius De läckra skaldjuren, actuando en un total de diez producciones (tres de ellas largometrajes). Frida Winnerstrand y su marido, Olof Winnerstrand, actuaron también en la popular serie radiofónica Familjen Björck, que se trasmitió entre 1936 y 1943, rodándose para el cine en 1940 una adaptación también interpretada por el matrimonio. 
Frida Winnerstrand falleció en 1943 en Estocolmo, a causa de un cáncer. Fue enterrada en el Cementerio Norra begravningsplatsen de Estocolmo.

## Filmografía
- 1920 : Trollsländan
- 1920 : Ombytta roller
- 1920 : De läckra skaldjuren
- 1921 : Ryggskott
- 1921 : Lev livet leende
- 1924 : Herr Vinners stenåldersdröm
- 1936 : Äventyret
- 1938 : Blixt och dunder
- 1940 : Familjen Björck
- 1959 : Djurgårdsmässan

## Teatro (selección)
- 1903 : Engelbrekt och hans dalkarlar, de August Blanche, Östermalmsteatern[4]
- 1903 : Sten Stures löfte, de Frans Hedberg, Östermalmsteatern[5]
- 1904 : Venus från saluhall'n, de Axel Bosin y Ernst Wallmark, Östermalmsteatern[6]
- 1904 : Las bodas de Fígaro, de Pierre-Augustin de Beaumarchais, Svenska teatern de Estocolmo[7]
- 1905 : Bröllopet på Ulfåsa, de Frans Hedberg, Svenska teatern[8]
- 1905 : Daglannet, de Bjørnstjerne Bjørnson, Svenska teatern[9]
- 1905 : Den stora hemligheten, de Pierre Wolff, Södra Teatern[10]
- 1906 : Spindelväven, de Thore Blanche, Vasateatern[11]
- 1906 : Solfjädern, de Oscar Wilde, Vasateatern[12]
- 1907 : Fernands giftermål, de Georges Feydeau, Vasateatern[13]
- 1907 : Herculespillerna, de Maurice Hennequin, Vasateatern[14]
- 1907 : Två gånger två är fem, de Gustav Wied, Vasateatern[15]
- 1907 : Cathérine, de Henri Lavedan, Vasateatern[16]
- 1908 : Man kan aldrig veta, de George Bernard Shaw, Vasateatern[17]
- 1908 : Det nya huset, de Thore Blanche, Vasateatern[18]
- 1908 : Amatörtjuven, de E. W. Hornung y Eugene Presbrey, Vasateatern[19]
- 1908 : Har ni något att förtulla?, de Maurice Hennequin, Vasateatern[20]
- 1908 : Fröken Josette - min hustru, de Paul Gavault y Robert Charvay, Vasateatern[21]
- 1908 : Bland bålde riddersmän, de Harriett Jay, dirección de Knut Nyblom, Vasateatern[22]
- 1910 : Sendraget, de Maurice Hennequin, dirección de Knut Nyblom, Vasateatern[23]
- 1910 : Penelope, de William Somerset Maugham, dirección de Albert Ranft y Knut Nyblom, Vasateatern[24]
- 1910 : Löjtnanten som förmyndare, de Leo Walter Stein, dirección de Knut Nyblom, Vasateatern[25]
- 1910 : Utan inbjudningskort, de Tristan Bernard, dirección de Knut Nyblom, Vasateatern[26]
- 1911 : Coralie och Co, de Maurice Hennequin y Albin Valabrègue, dirección de Knut Nyblom, Vasateatern[27]
- 1911 : Silkesstrumpan, de Algot Sandberg, dirección de Knut Nyblom, Vasateatern[28][29]
- 1911 : Buridans åsna, de Robert de Flers y Gaston Arman de Caillavet, dirección de Knut Nyblom, Vasateatern[30]
- 1911 : Ballongen, de Paul Armont y Nicolas Nancey, dirección de Knut Nyblom, Vasateatern[31]
- 1912 : Min baby, de Margaret Mayo y Theo Wall, Vasateatern[32]
- 1912 : Korsdraget, de Ellen Lundberg-Nyblom, Vasateatern[33]
- 1912 : Kommanditbolaget Wall, Berger & C:o, de Einar Fröberg, dirección de Knut Nyblom, Vasateatern[34]
- 1912 Leda och svanen, de Algot Sandberg, dirección de Knut Nyblom, Vasateatern[35]
- 1912 : Den nakna sanningen, de George Paston y W.B. Maxwell, Vasateatern[36]
- 1912 : Hur man vinner en man, de Rida Johnson-Young, Vasateatern[37]
- 1913 : Som man är klädd…, de Gábor Drégely, dirección de Knut Nyblom, Vasateatern[38]
- 1913 : Ett modernt äktenskap, de Raoul Auernheimer, dirección de Knut Nyblom, Vasateatern[39]
- 1913 : Borgmästarinnan, de Maurice Hennequin y Pierre Veber, dirección de Albert Ranft, Vasateatern[40]
- 1914 : Spanska flugan, de Franz Arnold y Ernst Bach, Vasateatern[41]
- 1914 : Kompanjonen, de Adolph L'Arronge, dirección de Knut Nyblom, Vasateatern[42]
- 1914 : När fruarna resa, de André Monetzi-Eon y Nicolas Nancey, dirección de Knut Nyblom, Vasateatern[43]
- 1915 : Nattfrämmande, de Fritz Friedmann-Frederich, Vasateatern[44][45]
- 1915 : Ferdinands giftermål, de Georges Feydeau, Vasateatern[46]
- 1915 : Försvarsadvokaten, de Ferenc Molnár, dirección de Knut Nyblom, Vasateatern[47]
- 1916 : Krigsäran, de Maurice Hennequin, dirección de Knut Nyblom, Vasateatern[48]
- 1916 : Lilla tuttenuttan, de Anthony L. Ellis, dirección de Knut Nyblom, Vasateatern[49]
- 1916 : Herkulespillerna, de Maurice Hennequin, Vasateatern[50]
- 1917 : Efter skilsmässan, de Algot Sandberg, dirección de Knut Nyblom, Vasateatern[51]
- 1917 : Fru Carolines friare, de William Somerset Maugham, dirección de Knut Nyblom, Vasateatern[52]
- 1917 : Fru Marjolins gudson, de Maurice Hennequin, Pierre Veber y Henry de Gorsse, dirección de Knut Nyblom, Vasateatern[53]
- 1917 : Pultronen, de Lechmere Worrall y Harold Terry, dirección de Knut Nyblom, Vasateatern[54]
- 1917 : Dollarmiljonen, de Anders Eje, dirección de Knut Nyblom, Vasateatern[55]
- 1918 : Äktenskapskarusellen, de Langdon Mitchell, Vasateatern[56]
- 1918 : Häxmästaren, de Georges Berr y Louis Verneuil, dirección de Knut Nyblom, Vasateatern[57]
- 1919 : Un marido ideal, de Oscar Wilde, dirección de Karl Hedberg, Dramaten
- 1920 : Det röda bandet, de Carl Mathern y Toni Impekoven, dirección de Karl Hedberg, Dramaten
- 1921 : Resan till Le Havre, de Louis Verneuil, dirección de Tor Hedberg, Dramaten
- 1921 : Porträttet, de Karl Sloboda, dirección de Karl Hedberg, Dramaten
- 1922 : Ett frieri, de Antón Chéjov, dirección de Gustaf Linden, Dramaten
- 1922 : Den leende fru Madeleine, de André Obey y Denys Amiel, dirección de Olof Molander, Dramaten
- 1922 : Andras affärer, de Gustaf af Geijerstam, dirección de Gustaf Linden, Dramaten
- 1922 : Äventyret, de Gaston Arman de Caillavet y Robert de Flers, dirección de Karl Hedberg, Dramaten
- 1923 : La importancia de llamarse Ernesto, de Oscar Wilde, dirección de Gustaf Linden, Dramaten
- 1923 : Sköldpaddskammen, de Richard Kessler, dirección de Karl Hedberg, Dramaten
- 1924 : Äventyrens värld, de Christian Günther, dirección de Karl Hedberg, Dramaten
- 1925 : La dama de las camelias, de Alexandre Dumas (hijo), dirección de Olof Molander, Dramaten
- 1925 : Storstädning, de Frederick Lonsdale, dirección de Olof Molander, Dramaten
- 1926 : Societet, de William Somerset Maugham, dirección de Gustaf Linden, Dramaten
- 1926 : Värdshusvärdinnan, de Carlo Goldoni, dirección de Karl Hedberg, Dramaten
- 1927 : Ombord, de Prins Wilhelm, dirección de Olof Molander, Dramaten
- 1927 : El enfermo imaginario, de Molière, dirección de Olof Molander, Dramaten
- 1928 : Försvarsadvokaten, de Ferenc Molnar, dirección de Karl Hedberg, Dramaten
- 1928 : Ryktbarhet, de Arnold Bennett, dirección de Gustaf Linden, Dramaten
- 1929 : Jokern, de H. Marsh Harwood, dirección de Olof Molander, Dramaten
- 1929 : Swedenhielms, de Hjalmar Bergman, dirección de Gustaf Linden, Dramaten
- 1930 : Ungkarlspappan, de Edward Childs Carpenter, dirección de Olof Molander, Dramaten
- 1931 : Fadershjärtat, de William Somerset Maugham, dirección de Alf Sjöberg, Dramaten
- 1931 : Pickwick-klubben, de František Langer a partir de Charles Dickens, dirección de Olof Molander, Dramaten
- 1932 : Guds gröna ängar, de Marc Connelly, dirección de Olof Molander, Dramaten
- 1934 : De hundra dagarna, de Benito Mussolini y Giovacchino Forzano, dirección de Rune Carlsten, Dramaten
- 1934 : Rivalerna, de Richard Brinsley Sheridan, dirección de Alf Sjöberg, Dramaten
- 1934 : Den italienska halmhatten, de Eugene Labiche, dirección de Olof Molander, Dramaten
- 1935 : Kvartetten som sprängdes, de Birger Sjöberg, dirección de Rune Carlsten, Dramaten
- 1935 : Ljuva ungdomstid, de Eugene O'Neill, dirección de Rune Carlsten, Dramaten
- 1936 : Huset vid landsvägen, de Jean Jacques Bernard, dirección de Alf Sjöberg, Dramaten
- 1936 : Fridas visor, de Birger Sjöberg, dirección de Rune Carlsten, Dramaten
- 1937 : Eva gör sin barnplikt, de Kjeld Abell, dirección de Rune Carlsten, Dramaten
- 1937 : Vår ära och vår makt, de Nordahl Grieg, dirección de Alf Sjöberg, Dramaten
- 1938 : Kvinnorna, de Clare Boothe Luce, dirección de Rune Carlsten, Dramaten
- 1938 : En sån dag!, de Dodie Smith, dirección de Rune Carlsten, Dramaten
- 1938 : Sex trappor upp, de Alfred Gehri, dirección de Pauline Brunius, Dramaten
- 1939 : Guldbröllop, de Dodie Smith, dirección de Carlo Keil-Möller, Dramaten
- 1939 : Kejsaren av Portugallien, de Selma Lagerlöf, dirección de Rune Carlsten, Dramaten
- 1940 : Koppla av, de Moss Hart, dirección de Carlo Keil-Möller, Dramaten
- 1940 : Den lilla hovkonserten, de Toni Impekoven y Paul Verhoeven, dirección de Rune Carlsten, Dramaten
- 1942 : Beredskap, de Gunnar Ahlström, dirección de Alf Sjöberg, Dramaten
- 1942 : Claudia, de Rose Franken, dirección de Carlo Keil-Möller, Dramaten
- 1943 : Vår hemliga dröm, de Robert Boissy, dirección de Carlo Keil-Möller, Dramaten